# 赫魯茲凱 (杜博夫亞濟夫卡市鎮)
51°12′38″N 33°31′17″E / 51.21056°N 33.52139°E
赫魯茲凱（羅馬化：Hruzke）是位於烏克蘭東北部的村莊，由蘇梅州科諾托普區的杜博夫亞濟夫卡市鎮負責管轄。該村處於澤姆良卡附近，距離科諾托普27公里，2001年人口1,395。